# Монастырь Шелфорд
Монастырь Шелфорд (англ. Shelford Priory) — бывший августинский монастырь (приорат), расположенный на территории деревни Шелфорд английского графства Ноттингемшир; был основан Ральфом Хонселином между 1160 и 1180 годами — монашеская община была распущена в 1536 году; монастырские постройки к XXI веку не сохранились. После роспуска территория была передана Майклу Стэнхоупу (ум. 1552) и около 1600 года стала поместьем Шелфорд (англ. Shelford Manor); усадьба была сожжена во время гражданской войны в Англии.